# هنريتا غيلمور
هنريتا غيلمور هي مصورة كندية، ولدت في 1852 في كيبك في كندا، وتوفيت في 1926 في Cupar ‏ في المملكة المتحدة.